# Saint-Georges-d'Oléron
Saint-Georges-d'Oléron é uma comuna francesa na região administrativa da Nova Aquitânia, no departamento de Charente-Maritime. Estende-se por uma área de 46,55 km². Em 2010 a comuna tinha 3 792 habitantes (densidade: 81,5 hab./km²).